# Vương quốc Tambapanni
Vương quốc Tambapanni hay còn gọi là Vương quốc Thambapanni là vương quốc đầu tiên của Sri Lanka cổ đại và Vương quốc Rajarata. Trung tâm hành chính được đặt ở Tambapanni. Vương quốc tồn tại từ năm 543 TCN đến năm 505 TCN. Vương quốc Tambapanni chỉ có một vị vua là Vijaya. Ông là vị hoàng tử bị trục xuất từ Ấn Độ đến Sri Lanka.

## Tên gọi
Tambapanni bắt nguồn từ Tāmraparṇī hayTāmravarṇī (tiếng Phạn). Có nghĩa là màu đồng do khi Vijaya và đoàn tùy tùng đến Sri Lanka tay chân họ chuyển sang màu đồng do bụi đất ở đây. Do đó thành phố ở vùng này được đặt tên là Tambapanni. Theo tiếng Hy Lạp, thành phố còn có tên là Taprobane (Greek). Tambapanni là tên tiếng Pali của tên Tamira Varni.

## Lịch sử

### Background
Trước Vijaya, các tài liệu Hy Lạp và Ý trong khoảng thời gian này cũng có nhắc đến Sri Lanka là một hòn đảo huyền bí không người ở..Bản sinh kinh nói rằng hòn đảo này được cai trị bởi  Yakkhinis hay ác quỷ.

### Tìm ra và vị trí
Vương quốc Tambapanni được tìm ra bởi Vijaya của Sri Lanka, vị Vua người Sinhala đầu tiên cùng với 700 tùy tùng sau khi đặt chân lên Sri Lanka - vùng đất hiện nay gần Mannar, được cho là quận Chilaw, sau khi rời Suppāraka. Lịch sử ghi lại Vijaya đến nơi này đúng vào ngày Đức Phật qua đời. Vijaya lấy Tambapanni làm thủ phủ và cả hòn đảo nhanh chóng được biết đến bởi tên này. Tambapanni ban đầu được thống trị bởi những quỷ dạ xoa và hoàng hậu Kuveni với thủ phủ là Sirīsavatthu. Theo tài liệu Samyutta, Tambapanni đã mở rộng một trăm  dặm.

### Dạ xoa
Truyền thuyết kể rằng khi Vijaya đặt chân đến hòn đảo này, ông hôn lên cát, gọi nó là ‘Thambapanni’ và cắm một lá cờ vẽ hình sư tử lên mặt đất.) Sau đó Vijaya gặp Kuveni hoàng hậu của Dạ xoa cải trang thành một phụ nữ xinh đẹp nhưng thực sự lại là một 'yakkini' tên là Sesapathi.